# Carmen Lansdowne
Carmen Lansdowne (* etwa 1975 in Alert Bay, British Columbia) ist eine  kanadische evangelische Theologin. Im Juli 2022 wurde sie zur Moderatorin der United Church of Canada gewählt. Sie ist eine Angehörige der First Nation der Heiltsuk und die erste indigene Frau, die eine kanadische Kirche leitet. Ihr Heiltsuk-Name ist Ga’gwaigilouk und ihr Kwak'wala-Name Kwisa’lakw. Der letztere Name wurde ihr bei einem Potlatch zeremoniell verliehen; er bedeutet: „Die weit Reisende“.

## Biografie
Carmen Lansdowne promovierte an der Graduate Theological Union in Berkeley, California. 2007 wurde sie zur Pfarrerin ordiniert. Sie war vor ihrer Wahl zur Moderatorin Geschäftsführerin der First United Church Community Ministry Society, einer diakonischen Einrichtung, die in Vancouvers Downtown Eastside Lebensmittel, Kleidung, Unterkunft, ärztliche Versorgung und juristische Beratung für Notleidende anbietet. Am 8. August 2022 wurde sie in einem Festgottesdienst in ihr Amt als Moderatorin eingeführt.